# Comes a Horseman
Comes a Horseman is een Amerikaanse western uit 1978 onder regie van Alan J. Pakula.

## Verhaal
In de jaren 40 erft de weduwe Ella Connors de boerderij in Montana van haar vader. Ze weigert haar bezit te verkopen aan de rijke landeigenaar Jacob Ewing, die samenwerkt met een oliemaatschappij om al de grond in het gebied op te kopen. Ze wees eerder ook al zijn avances af. Behalve van haar trouwe knecht Dodger krijgt ze ook hulp van de oorlogsveteraan Frank Athearn om haar boerderij te verdedigen.

## Rolverdeling
| Acteur             | Personage         |
| ------------------ | ----------------- |
| James Caan         | Frank Athearn     |
| Jane Fonda         | Ella Connors      |
| Jason Robards      | Jacob Ewing       |
| George Grizzard    | Neil Atkinson     |
| Richard Farnsworth | Dodger            |
| Jim Davis          | Julie Blocker     |
| Mark Harmon        | Billy Joe Meynert |
| Macon McCalman     | Virgil Hoverton   |
| Basil Hoffman      | George Bascomb    |
| James Kline        | Ralph Cole        |
| James Keach        | Emil Kroegh       |
| Clifford A. Pellow | Veehandelaar      |

## Prijzen en nominaties
| Jaar | Prijs  | Categorie               | Genomineerde(n)    | Uitslag     |
| ---- | ------ | ----------------------- | ------------------ | ----------- |
| 1978 | Oscars | Beste mannelijke bijrol | Richard Farnsworth | Genomineerd |